# Тамбовский Лесхоз
Тамбовский Лесхоз — посёлок в Тамбовском районе Тамбовской области России. Входит в Новолядинский поссовет.

## Географическое положение
Посёлок находится на берегу реки Старой Цны. Вблизи посёлка проходит автомобильная дорога федерального значения P208. Расстояние до областного центра — 3,5 км.

## Население
| 2002 | 2010 |
| ---- | ---- |
| 644  | ↘482 |

## Экономика
В посёлке находятся МНТК «Микрохирургия глаза», Региональная база отдыха (РБО), Отель «Турист», ныне «Amaks». РБО посещал президент РФ В. Путин в 2002 году. «Amaks» посещал премьер-министр Путин В. В. в 2010 году. В посёлке действуют ТОГАУ «Тамбовский лесхоз» и ТОГКУ «Тамбовское лесничество».

## Транспорт
В посёлке ходят муниципальные автобусы № 10, № 28, маршрутные такси № 24, № 112, № 112с, № 111ц, междугородные внутриобластные автобусы № 102, № 106, № 111.